# 4元運動量
4元運動量（よんげんうんどうりょう、英: four‐momentum）とは、運動量とエネルギーを相対論的な時空における4元ベクトルとして記述した物理量である。
ニュートン力学における運動量は、空間の回転変換の下でベクトルとして振る舞う3元ベクトルである。特殊相対性理論においては、空間と時間を併せて時空として取り扱うため、空間の回転変換は時空の回転変換であるローレンツ変換へと拡張される。4元運動量はローレンツ変換の下でベクトルとして振る舞う4元ベクトルである。4元運動量の空間成分がニュートン的な運動量であり、時間成分がエネルギーである。すなわち、4元運動量は
{\displaystyle p^{\mu }=(E/c,{\boldsymbol {p}})}
として表される。光速度 c により運動量の次元がエネルギーの次元に換算される。 
4元運動量を用いることにより、種々の関係式をテンソル方程式として記述することができ、これらの関係式のローレンツ変換の下での共変性が明白となる。

## 粒子の4元運動量
4元速度 U で運動する質量 m の粒子の4元運動量は
{\displaystyle p^{\mu }=mU^{\mu }}
として与えられる。ローレンツ因子 γ を用いれば
{\displaystyle p^{\mu }=(\gamma mc,\gamma m{\boldsymbol {v}})}
と表わされる。ニュートン極限で γ → 1 であることから、空間成分は質量と速度の積で与えられるニュートン力学の意味での運動量と一致することが判る。
4元運動量のミンコフスキー・ノルムは
{\displaystyle p^{2}=p^{\mu }p_{\mu }=-m^{2}c^{2}}
となる。この条件は符号を無視すれば、運動量が半径 mc の4次元球面上に制限されることを意味しており、質量殻条件と呼ばれる。
空間成分と時間成分とを分けて書くことで質量殻条件を
{\displaystyle {\frac {E^{2}}{c^{2}}}-{\boldsymbol {p}}^{2}=m^{2}c^{2}}
{\displaystyle E={\sqrt {m^{2}c^{4}+{\boldsymbol {p}}^{2}c^{2}}}}
と変形することができる。ニュートン極限で平方根をテイラー展開して近似すれば
{\displaystyle E=mc^{2}+{\frac {{\boldsymbol {p}}^{2}}{2m}}+O\left({\frac {{\boldsymbol {p}}^{4}}{m^{4}c^{4}}}\right)}
が得られて、時間成分がニュートン的な運動エネルギーであることが示される。なお、エネルギーの原点をずらす定数項 mc2 は運動量がゼロの場合に粒子が持つ運動エネルギーであり、特に静止エネルギーと呼ばれる。

### 共役運動量
相対論的な粒子の古典力学をラグランジュ形式で記述するとき、ニュートン的な場合と同様に、座標の微分 {\displaystyle {\dot {X}}} によるラグランジュ関数の偏微係数として共役な運動量が
{\displaystyle P_{\mu }={\frac {\partial L}{\partial {\dot {X}}^{\mu }}}}
により定義される。共役運動量の時間成分は時間に共役な力学的エネルギーである。
例えば電磁場と相互作用する粒子では共役運動量が
{\displaystyle P_{\mu }={\frac {\partial L}{\partial {\dot {X}}^{\mu }}}=p_{\mu }+qA_{\mu }(X)}
となり、自由粒子の運動量に4元ポテンシャル A が加えられた形となる。時間成分が運動エネルギーと静電エネルギー（ポテンシャルエネルギー）の和として表される力学的エネルギーであることが確認される。

## 4元運動量の保存
4元運動量が保存することは古典的な場合についての2つの量が保存することと対応している。
1. 合計のエネルギー E = −p0 が保存する。
2. 古典的三次元運動量 p→ が保存する。

補足として、系の反変質量の和は静止質量よりも大きい。それは運動エネルギーとポテンシャルエネルギーが反変質量に寄与するためである。具体例として、次のような (−5 GeV, 4 GeV/c, 0, 0) と (−5 GeV, −4 GeV/c, 0, 0) の4元運動量をもつ二つの粒子について、それぞれの静止質量は3 GeV/c2である。しかし、二つの合計の質量は10 GeV/c2である。もし、二つの粒子が衝突をしたりまたはくっつき複合物が出来たときには、その系の合計は10 GeV/c2である。
反変質量の保存の素粒子物理学での応用例としては、二つの粒子の4元運動量 pA と pB からなる崩壊したときの孫粒子での振舞いから、元となる粒子を発見するために使うことが出来る。
4元運動量の保存は qμ = pAμ + pBμ を与える。ここで、元となる重い粒子の質量 M は −|q|2 = M2c2 と与えられる。
孫粒子のエネルギーと三次元運動量を測定することによって、崩壊する前の粒子についての質量の情報を組み立てることが出来る。このような技術は具体例として、Zボソンが電子と陽電子、ミューオンと反ミューオンの反変質量のスペクトルのどこにあらわれるかに使われた。
物質の質量が変わらないときは、4元運動量のミンコフスキー時空の内積は4元加速度 Aμ が 0 であることに一致する。加速度は運動量を質量でわったものの時間微分に比例する。
そのことから次のようになる。
{\displaystyle p_{\mu }A^{\mu }=p_{\mu }{\frac {d}{dt}}{\frac {\eta ^{\mu \nu }p_{\nu }}{m}}={\frac {1}{2m}}{\frac {d}{dt}}|p|^{2}={\frac {1}{2m}}{\frac {d}{dt}}(-m^{2}c^{2})=0.}